# Свято-Троїцька волость
Свято-Троїцька волость — історична адміністративно-територіальна одиниця Ананьївського повіту Херсонської губернії.
Станом на 1886 рік складалася з 12 поселень, 12 сільських громад. Населення — 5625 осіб (2879 чоловічої статі та 2746 — жіночої), 595 дворових господарств.
|                     | Площа, десятин | У тому числі орної, дес. |
| ------------------- | -------------- | ------------------------ |
| Сільських громад    | 3253           | 2132                     |
| Приватної власності | 29618          | 5185                     |
| Казенної власності  | —              | —                        |
| Іншої власності     | 36             | 30                       |
| Загалом             | 32947          | 7347                     |

Найбільші поселення волості:
- Свято-Троїцьке (Ганське) — колишнє власницьке містечко при річці Тилігул за 25 верст від повітового міста, 1199 осіб, 250 дворів, православна церква, єврейський молитовний будинок, земська станція, 8 лавок, 2 винних погреби, базари через 2 тижні по неділях. За 2 версти — камера мирового судді 4 ділянки.